# Дельбонис, Федерико
Федерико Дельбонис (исп. Federico Delbonis; родился 5 октября 1990 года в Асуле, Аргентина) — аргентинский профессиональный теннисист; победитель четырёх турниров ATP (из них два в одиночном разряде); победитель Кубка Дэвиса в составе сборной Аргентины.

## Общая информация
Федерико — один из трёх детей Марты и Орасио Дельбонисов; его брата зовут Альфредо, а сестру — Фелиситас.
Аргентинец в теннисе с семи лет. Любимые покрытия — грунт и медленный хард; лучший удар — форхенд.

## Спортивная карьера
Начало карьеры
В январе 2009 года Дельбонис выиграл первый турнир из серии «фьючерс». В июле того же года он дебютировал в АТП-туре. Произошло это на турнире в Гштаде, куда он пробился через квалификацию. Первым соперником на таком уровне для него стал Станислас Вавринка, которому Дельбонис проиграл 4-6, 5-7. В августе 2009 года ему удалось выиграть «челленджер» в Манербио. В апреле 2010 года Федерико победил на «челленджере» в Риме. В мае он принял участие на турнире АТП в Эшториле. В сентябре он сыграл на турнире в Меце.
В паре с Факундо Багнисом Дельбонис выиграл «челленджер» в Салинасе в марте 2011 года. В июле того де года ему удалось выйти сразу в полуфинал на турнире основного тура в Штутгарте, где проиграл Хуану Карлосу Ферреро 6-3, 4-6, 4-6. На турнир он пробился через квалификацию, а по пути к полуфиналу обыграл Флориана Майера, Сергея Стаховского и Павола Червенака.
В конце января 2012 года Дельбонис пробился на турнир в Винья-дель-Мар. Одержав там победы над Николасом Массу и Томасом Беллуччи, он смог дойти до четвертьфинала, где проиграл Карлосу Берлоку. На турнире в Буэнос-Айресе вышел во второй раунд, где сыграл против № 11 Николаса Альмагро и проиграл ему. В апреле 2012 года Федерико дебютировал на турнирах серии Мастерс, сыграв в Монте-Карло. На Мастерсе в Мадриде, обыграв Альберта Рамоса вышел во второй раунд. Такого же результата добивается в июле на турнире в Гамбурге.
В январе 2013 года Дельбонис выиграл «челленджер» в Букараманге. На турнире в Винья-дель-Мар во втором раунде сыграл против Рафаэля Надаля и проиграл ему 3-6, 2-6. В Буэнос-Айресе ему удалось выйти в четвертьфинал. В апреле выиграл «челленджер» в Барранкилье. Это позволило Дельбонису впервые подняться в рейтинге в первую сотню. В мае 2013 года он дебютировал в основных соревнованиях турнира из серии Большого шлема Открытом чемпионате Франции и добрался там до второго раунда.
В июле 2013 года Дельбонис удачно выступил на турнире в Гамбурге. Пробившись туда через квалификацию, он в первом раунду обыграл Юлиана Райстера, а затем во втором более серьезного соперника Томми Робредо — 6-1, 4-6, 6-4. Затем ему проиграли Дмитрий Турсунов — 6-4, 6-3 и Фернандо Вердаско — 6-7(5), 7-6(8), 6-4. В полуфинале турнира он одержал самую главную победу в карьере на тот момент, сумев обыграть швейцарца Роджера Федерера — 7-6(7), 7-6(4). В своем дебютном финале на турнире АТП он все же уступает итальянцу Фабио Фоньини — 6-4, 6-7(8), 2-6, при этом по ходу второго сета Дельбонис не реализовал 4 чемпионшип-бола. После турнира в Гамбурге аргентинский теннисист поднялся со 114-го сразу на 65-е место в одиночном рейтинге. Осенью он один раз вышел в четвертьфинал, пройдя туда на турнире в Куала-Лумпуре. Дельбонис в 2013 года впервые завершил сезон в топ-100, заняв на конец года 55-ю строчку.
2014-16. Первые титулы АТП и победа в Кубке Дэвиса

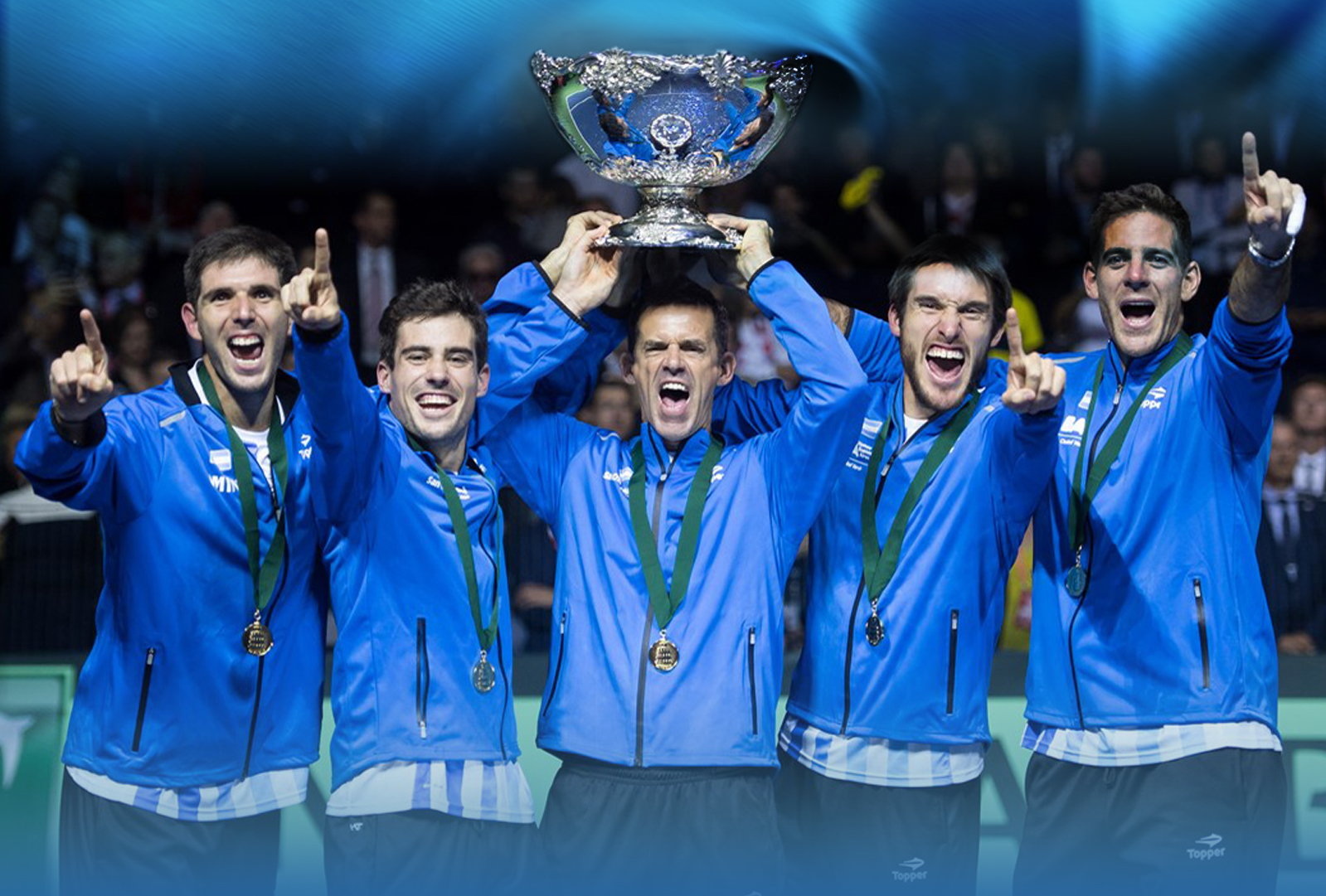
Дельбонис (первый слева) с Кубком Дэвиса в 2016 году

Старт сезона 2014 года сложился не очень удачно для Дельбониса, однако он смог собраться к турниру в Сан-Паулу и выиграл на нём свой дебютный титул в Мировом туре. По пути к финалу он переиграл ряд крепких «грунтовиков», самым высоким в рейтинге из которых был Николас Альмагро (№ 17 в мире на тот момент). В решающем матче ему достался в соперники итальянец Паоло Лоренци и Дельбонис выиграл у него со счётом 4-6, 6-3, 6-4. После этой победы Федерико попал в топ-50. В апреле он смог выйти в полуфинал турнира в Касабланке. В мае Дельбонису удалось попасть в финал турнира в Ницце, в котором он уступил Эрнесту Гулбису — 1-6, 6-7(5). До конца сезона он только один раз ещё смог выйти в четвертьфинал — в июле на турнире в Штутгарте. В сентябре Федерико сыграл первые матчи за сборную Аргентины в Кубке Дэвиса.
В феврале 2015 года на турнире в Рио-де-Жанейро Дельбонис впервые в сезоне вышел в четвертьфинал, а затем повторил этот результат на следующем турнире в Буэнос-Айресе. В апреле он сыграла на «челленджере» в Сарасоте и выиграл его. В мае Федерико вышел в полуфинал турнира в Женеве, победив № 9 в мире на тот момент Стэна Вавринку — 6-7(5), 6-4, 6-4. В июне он победил на «челленджере» в Милане. В июле он сыграл в 1/4 финала в Кицбюэле, а в октябре выиграл «челленджер» в Риме.
На Открытом чемпионате Австралии 2016 года Дельбонис, не особо удачно вступающий на Больших шлемах, впервые прошёл в стадию третьего раунда на турнирах серии. В феврале он добился двух четвертьфиналов на турнирах в Рио-де-Жанейро и Сан-Паулу. В марте на Мастерсе в Индиан-Уэллсе Федерико смог выйти в четвёртый раунд, обыграв в третьем самого высокого для себя в рейтинге теннисиста. Ему удалось нанести поражение второй ракетке мира Энди Маррею — 6-4, 4-6, 7-6(3). В апреле Дельбонис выиграл второй титул в Мировом туре, став победителем турнира в Марракеше. В решающем матче он оказался сильнее хорвата Борна Чорича — 6-2, 6-4. Затем аргентинцу дважды подряд удалось выйти в полуфинал (в Бухаресте и Стамбуле), после чего он поднялся на самую высокую для себя — 33-ю позицию в мужском рейтинге. В этом статусе он сыграл на турнире в Женеве, где вышел в четвертьфинал.
В августе Дельбонис впервые сыграл на Олимпийских играх, которые прошли в 2016 году в Рио-де-Жанейро, но проиграл в первом раунде в одиночном и парном разряде. Осенью он один раз сыграл в четвертьфинале на турнире в Базеле. В конце сезона Федерико Дельбонис сыграл в финале Кубка Дэвиса и помог своей команде впервые стать обладателями престижного командного трофея. Финал проходил в Загребе на домашней площадке сборной Хорватии. Первый матч финала Федерико проиграл лидеру хорватов Марину Чиличу в трудном пятисетовом поединке (3-6, 5-7, 6-3, 6-1, 2-6). Второй матч для Дельбониса в том финале оказался решающем. Дельбонис и его соперник Иво Карлович вышли на корт при общем счёте 2-2 в том финале. Федерико удалась в решающий момент победа в трёх сетах (6-3, 6-4, 6-2) и она принесла Аргентине долгожданную первую победу в Кубке Дэвиса. По результатам сезона Дельбонис впервые финишировал в топ-50.
2017-20
В первой половине сезона 2017 года лучшими результатами Дельбониса стал четвертьфинал в Сан-Паулу в феврале и выход в четвёртый раунд на Мастерсе в Майами в марте. В европейской грунтовой части сезона он сыграл всего два турнира и оба раза вылетал в первом раунде. Летом он сыграл ряд «челленджеров», один из которых смог выиграть. Затем он вернулся в Мировой тур, где в июле смог выйти в полуфинал в Гамбурге, начав турнир с квалификации. Последнюю часть сезона он вновь провёл на «челленджерах», выиграв ещё один трофей этой младшей серии.
В феврале 2018 года у Дельбониса получилось выйти в полуфинал Буэнос-Айресе. В начале марта он впервые выиграл турнир АТП в парном разряде, став чемпионом в Сан-Паулу в партнёрстве с Максимо Гонсалесом. В одиночном разряде результаты были не сами лучшими. В июле он смог пробиться в четвертьфинал турнира в Бостаде. В начале августа в Кицбюэле Дельбонис сыграл в финале парных соревнований в дуэте с Даниэле Браччали. В сентябре в одиночках аргентинец выиграл «челленджер» в Биелле.
В начале февраля 2019 Дельбонис сумел попасть в полуфинал на турнире в Кордове. В Сан-Паулу он смог защитить парный титул в команде с Максимо Гонсалесом. В мае Дельбонис участвовал на турнире в Женеве, где дошёл до полуфинала. В июле он взял «челленджер» в Перудже и вышел в полуфинал турнира АТП в Бостаде, где также сыграл в парном финале (с Орасио Себальосом).
В первой части сезона 2020 года до паузы Дельбонис один раз дошёл до четвертьфинала в феврале на турнире в Сантьяго.

#### 2021
В марте Дельбонис дошёл до своего пятого парного финала за два года на 2021 Chile Open с Хауме Мунаром.
В мае Федерико добрался до своего первого четвертьфинала Masters 1000 в Риме. Он победил Давида Гоффина и Феликса Оже-Альяссима во втором и третьем раунде соответственно. Дельбонис проиграл Райли Опелке в четвертьфинале, проиграв все сеты. После этого Федерико, впервые с марта 2017 года, вернулся в топ-50 одиночного разряда.

## Рейтинг на конец года
| Год  | Одиночный рейтинг | Парный рейтинг |
| 2023 | 279               | 1233           |
| 2022 | 125               | 196            |
| 2021 | 44                | 177            |
| 2020 | 82                | 169            |
| 2019 | 76                | 125            |
| 2018 | 80                | 132            |
| 2017 | 68                | 403            |
| 2016 | 41                | 152            |
| 2015 | 52                | 254            |
| 2014 | 60                | 186            |
| 2013 | 55                | 189            |
| 2012 | 133               | 251            |
| 2011 | 166               | 260            |
| 2010 | 160               | 350            |
| 2009 | 195               | 845            |
| 2008 | 822               | 1029           |
| 2007 | 1197              | 1213           |

## Выступления на турнирах

### Финалы турнировATPв одиночном разряде (4)

#### Победы (2)
| Легенда                     |
| --------------------------- |
| Турниры Большого шлема (0)* |
| Итоговый турнир ATP (0)     |
| ATP Мастерс 1000 (0)        |
| АТР 500 (0)                 |
| АТР 250 (2+2)               |

| Титулы по покрытиям | Титулы по месту проведения матчей турнира |
| ------------------- | ----------------------------------------- |
| Хард (0)*           | Зал (1+2)                                 |
| Грунт (2+2)         | Зал (1+2)                                 |
| Трава (0)           | Открытый воздух (1)                       |
| Ковёр (0)           | Открытый воздух (1)                       |

* количество побед в одиночном разряде + количество побед в парном разряде.
| №  | Дата           | Турнир              | Покрытие    | Соперник в финале | Счёт        |
| 1. | 2 марта 2014   | Сан-Паулу, Бразилия | Грунт (зал) | Паоло Лоренци     | 4-6 6-3 6-4 |
| 2. | 10 апреля 2016 | Марракеш, Марокко   | Грунт       | Борна Чорич       | 6-2 6-4     |

#### Поражения (2)
| №  | Дата         | Турнир            | Покрытие | Соперник в финале | Счёт           |
| 1. | 21 июля 2013 | Гамбург, Германия | Грунт    | Фабио Фоньини     | 6-4 6-7(8) 2-6 |
| 2. | 24 мая 2014  | Ницца, Франция    | Грунт    | Эрнест Гулбис     | 1-6 6-7(5)     |

### Финалы челленджеров и фьючерсов в одиночном разряде (22)

#### Победы (12)
| Условные обозначения |
| Челленджеры (11+4)*  |
| Фьючерсы (1)         |

| Титулы по покрытиям | Титулы по месту проведения матчей турнира |
| ------------------- | ----------------------------------------- |
| Хард (1)*           | Зал (0)                                   |
| Грунт (11+4)        | Зал (0)                                   |
| Трава (0)           | Открытый воздух (12+4)                    |
| Ковёр (0)           | Открытый воздух (12+4)                    |

* количество побед в одиночном разряде + количество побед в парном разряде.
| №   | Дата             | Турнир                | Покрытие | Соперник в финале      | Счёт           |
| 1.  | 31 января 2009   | Гватемала, Гватемала  | Хард     | Николас Сантос         | 6-3 6-4        |
| 2.  | 30 августа 2009  | Манербио, Италия      | Грунт    | Леонарду Тавариш       | 6-1 6-3        |
| 3.  | 24 апреля 2010   | Рим, Италия           | Грунт    | Флориан Майер          | 6-4 6-3        |
| 4.  | 27 января 2013   | Букараманга, Колумбия | Грунт    | Уэйн Одесник           | 7-6(4) 6-3     |
| 5.  | 14 апреля 2013   | Барранкилья, Колумбия | Грунт    | Факундо Багнис         | 6-3 6-2        |
| 6.  | 19 апреля 2015   | Сарасота, США         | Грунт    | Факундо Багнис         | 6-4 6-2        |
| 7.  | 28 июня 2015     | Милан, Италия         | Грунт    | Рожериу Дутра да Силва | 6-1 7-6(6)     |
| 8.  | 4 октября 2015   | Рим, Италия           | Грунт    | Филип Краинович        | 1-6 6-3 6-4    |
| 9.  | 25 июня 2017     | Тоди, Италия          | Грунт    | Марко Чеккинато        | 7-5 6-1        |
| 10. | 22 октября 2017  | Кали, Колумбия        | Грунт    | Гильерме Клезар        | 7-6(10) 7-5    |
| 11. | 23 сентября 2018 | Биелла, Италия        | Грунт    | Стефано Наполитано     | 6-4 6-3        |
| 12. | 14 июля 2019     | Перуджа, Италия       | Грунт    | Гильермо Гарсия Лопес  | 6-0 1-6 7-6(5) |

#### Поражения (10)
| №   | Дата            | Турнир                                  | Покрытие | Соперник в финале | Счёт              |
| 1.  | 22 марта 2009   | Рим, Италия                             | Грунт    | Тим Ёранссон      | 4-6 3-6           |
| 2.  | 30 мая 2009     | Вилья-Мария, Аргентина                  | Грунт    | Хорхе Агилар      | 3-6 4-6           |
| 3.  | 4 апреля 2010   | Неаполь, Италия                         | Грунт    | Руй Машаду        | 4-6 4-6           |
| 4.  | 18 июля 2010    | Римини, Италия                          | Грунт    | Паоло Лоренци     | 2-6 0-6           |
| 5.  | 4 августа 2013  | Либерец, Чехия                          | Грунт    | Иржи Веселый      | 7-6(2) 6-7(7) 4-6 |
| 6.  | 11 июня 2017    | Простеёв, Чехия                         | Грунт    | Иржи Веселый      | 7-5 1-6 5-7       |
| 7.  | 2 июля 2017     | Милан, Италия                           | Грунт    | Гидо Пелья        | 2-6 1-2 — отказ   |
| 8.  | 7 октября 2018  | Кампинас, Бразилия                      | Грунт    | Кристиан Гарин    | 3-6 4-6           |
| 9.  | 13 октября 2018 | Санто-Доминго, Доминиканская Республика | Грунт    | Кристиан Гарин    | 4-6 7-5 4-6       |
| 10. | 10 ноября 2019  | Монтевидео, Уругвай                     | Грунт    | Хауме Мунар       | 5-7 2-6           |

### Финалы турнировATPв парном разряде (5)

#### Победы (2)
| №  | Дата         | Турнир                  | Покрытие    | Партнёр          | Соперники в финале         | Счёт    |
| 1. | 4 марта 2018 | Сан-Паулу, Бразилия     | Грунт (зал) | Максимо Гонсалес | Уэсли Колхоф Артём Ситак   | 6-4 6-2 |
| 2. | 2 марта 2019 | Сан-Паулу, Бразилия (2) | Грунт (зал) | Максимо Гонсалес | Люк Бэмбридж Джонни О'Мара | 6-4 6-3 |

#### Поражения (3)
| №  | Дата           | Турнир            | Покрытие | Партнёр          | Соперники в финале              | Счёт              |
| 1. | 4 августа 2018 | Кицбюэль, Австрия | Грунт    | Даниэле Браччали | Роман Ебавый Андрес Мольтени    | 2-6 4-6           |
| 2. | 21 июля 2019   | Бостад, Швеция    | Грунт    | Орасио Себальос  | Йоран Влиген Сандер Жиль        | 7-6(5) 5-7 [5-10] |
| 3. | 14 марта 2021  | Сантьяго, Чили    | Грунт    | Хауме Мунар      | Симоне Болелли Максимо Гонсалес | 6-7(4) 4-6        |

### Финалы челленджеров и фьючерсов в парном разряде (14)

#### Победы (4)
| №  | Дата            | Турнир                | Покрытие | Партнёр                | Соперники в финале                 | Счёт              |
| 1. | 5 марта 2011    | Салинас, Эквадор      | Грунт    | Факундо Багнис         | Рожериу Дутра да Сильва Жуан Соуза | 6-2 6-1           |
| 2. | 4 сентября 2011 | Комо, Италия          | Грунт    | Ренсо Оливо            | Мартин Алунд Факундо Аргуэльо      | 6-1 6-4           |
| 3. | 17 марта 2012   | Рабат, Марокко        | Грунт    | Иньиго Сервантес Уэгун | Мартин Клижан Стефан Робер         | 6-7(3) 6-1 [10-5] |
| 4. | 14 апреля 2013  | Барранкилья, Колумбия | Грунт    | Факундо Багнис         | Фабьяну де Паула Стефано Янни      | 6-3 7-5           |

#### Поражения (10)
| №   | Дата             | Турнир                  | Покрытие | Партнёр                | Соперники в финале                       | Счёт              |
| 1.  | 4 мая 2008       | Льейда, Испания         | Грунт    | Педро Клар Россельо    | Агустин Бохе Ордонес Пабло Мартин Адалия | 6-7(7) 5-7        |
| 2.  | 14 сентября 2008 | Росарио, Аргентина      | Грунт    | Николас Пастор         | Мауро Феррер Хуан Феррер                 | 2-6 2-6           |
| 3.  | 28 марта 2009    | Рим, Италия             | Грунт    | Николас Пастор         | Леонардо Адзаро Даниэле Джорджини        | 0-6 7-5 [3-10]    |
| 4.  | 30 мая 2009      | Вилья-Мария, Аргентина  | Грунт    | Хуан Васкес Валенсуэла | Хорхе Агилар Родриго Перес               | 0-0 — отказ       |
| 5.  | 10 октября 2010  | Буэнос-Айрес, Аргентина | Грунт    | Хорхе Агилар           | Карлос Берлок Бриан Дабул                | 3-6 2-6           |
| 6.  | 26 июня 2011     | Марбург, Германия       | Грунт    | Орасио Себальос        | Бьорн Фау Мартин Эммрих                  | 6-7(3) 2-6        |
| 7.  | 24 марта 2012    | Марракеш, Марокко       | Грунт    | Иньиго Сервантес Уэгун | Мартин Клижан Даниэль Муньос де ла Нава  | 3-6 6-1 [10-12]   |
| 8.  | 6 января 2013    | Сан-Паулу, Бразилия     | Хард     | Ренсо Оливо            | Джеймс Серретани Адиль Шамасдин          | 7-6(5) 1-6 [9-11] |
| 9.  | 10 марта 2013    | Сантьяго, Чили          | Грунт    | Диего Хункейра         | Марсело Демолинер Жуан Соуза             | 5-7 1-6           |
| 10. | 31 марта 2013    | Перейра, Колумбия       | Грунт    | Факундо Багнис         | Николас Баррьентос Эдуардо Струвай       | 6-3 3-6 [6-10]    |

### Финалы командных турниров (1)

#### Победы (1)
| №  | Год  | Турнир       | Команда                                       | Соперник в финале                   | Счёт |
| 1. | 2016 | Кубок Дэвиса | Аргентина Ф.Дельбонис,Х. М.дель Потро,Л.Майер | Хорватия И.Додиг,И.Карлович,М.Чилич | 3-2  |